# Moment static
În fizică momentul static (sau momentul de primul ordin) este o măsură a distribuției spațiale a unei forme în raport cu o axă.
Momentul static al ariei unei forme în raport cu o anumită axă este egal cu suma tuturor elementelor infinitezimale ale ariei acelei părți a formei înmulțită cu distanțele lor față de axă {\displaystyle \Sigma (a\cdot d).}
Una dintre aplicațiile practice ale momentului static este determinarea centrului de masă al unei zone a unei suprafețe.

## Definiție
Fie o zonă A, de orice formă, care poate fi divizată în n elemente foarte mici (infinitezimale), dAi. Fie xi și yi distanțele (coordonatele) fiecărei zone infinitezimale măsurate de la o axa dată x, respectiv y. Momentul static al ariei în direcțiile x, respectiv, y este dat de: 
{\displaystyle S_{x}=A{\bar {y}}=\sum _{i=1}^{n}{y_{i}\,dA_{i}}=\int _{A}y\,dA}
respectiv
{\displaystyle S_{y}=A{\bar {x}}=\sum _{i=1}^{n}{x_{i}\,dA_{i}}=\int _{A}x\,dA.}
Unitatea de măsură în SI pentru momentul static este metrul cub (m3).
Momentul static, uzual notat în rezistența materialelor cu S, este o proprietate a unei forme privind rezistența sa la tensiunea tangențială. Prin definiție:
{\displaystyle S_{j,x}=\int y_{i}\,dA}
unde
Sj,x este momentul static al ariei j față de axa neutră x a întregului corp (nu axa neutră a ariei j);
dA este e elementul infinitezimal al ariei j;
y este distanța (perpendiculara) de la centrul elementului dA la axa neutră x.
Dacă axele x și y trec prin centrul de masă al zonei, momentele statice sunt nule.

## Determinarea centrului de masă al unei zone
Dacă o zonă, A, se poate descompune în suprafețe simple, Ai, la care se cunosc pozițiile centrelor de masă, xi, yi, față de axele de coordonate de referință, expresiile momentelor statice devin:
{\displaystyle S_{x}=\sum _{i=1}^{n}y_{i}\cdot A_{i}=y_{G}\cdot A,}
{\displaystyle S_{y}=\sum _{i=1}^{n}x_{i}\cdot A_{i}=x_{G}\cdot A,}
de unde se obțin coordonatele centrului de masă xG, yG:
{\displaystyle x_{G}={\frac {1}{A}}\sum _{i=1}^{n}x_{i}\cdot A_{i},}
{\displaystyle y_{G}={\frac {1}{A}}\sum _{i=1}^{n}y_{i}\cdot A_{i}.}